# Adam Stanisław Krasiński (biskup kamieniecki)
Adam Stanisław Krasiński herbu Ślepowron, ps. „Obywatel oraz senator i biskup” (ur. 4 kwietnia 1714, zm. w listopadzie 1800 w Krasnem) – pisarz polityczny, biskup kamieniecki od 1759, sekretarz wielki koronny od 1752, prezydent Trybunału Głównego Koronnego, scholastyk gnieźnieński i płocki, proboszcz łęczycki, kanonik gnieźnieńskiej kapituły katedralnej, doktor obojga praw, przywódca konfederacji barskiej. 
Brat Michała Hieronima.

## Życiorys
Urodził się 4 kwietnia roku 1714, jako syn Jana Józefa (późniejszego kasztelana wiskiego), i Elżbiety Teresy z Sołtyków.
W 1733 opowiedział się za Stanisławem Leszczyńskim, u boku którego przebywał w oblężonym przez Rosjan i Sasów Gdańsku a później w Królewcu. W 1734 został wysłany jako emisariusz konfederacji dzikowskiej do Paryża (spędził tam prawdopodobnie prawie 12 lat), gdzie kontynuował edukację. W 1737 wyjechał na studia do Rzymu. W 1747 immatrykulował się na Akademii Krakowskiej. Dzięki poparciu kanclerza wielkiego koronnego Andrzeja Stanisława Załuskiego został kanonikiem płockim i został zatrudniony w kancelarii królewskiej Augusta III. W latach 1746–1752 piastował stanowisko proboszcza łęczyckiego. W 1751 jako deputat kapituły płockiej zasiadał w Trybunale Koronnym. W 1752 dzięki zabiegom Jerzego Augusta Mniszcha został sekretarzem wielkim koronnym. W 1753 został kanonikiem gnieźnieńskim, w 1757 prałatem scholastykiem gnieźnieńskim, w tym też roku został kawalerem Orderu Orła Białego. W 1759 był prezydentem Trybunału Koronnego w Lublinie i został biskupem kamienieckim. Za panowania Augusta III Sasa był członkiem frakcji dworskiej stronnictwa starorepublikańskiego. Był przeciwnikiem Familii, w czerwcu 1763 brał udział w zjeździe partii hetmańskiej w Białymstoku, gdzie opracowano plany powstrzymania zamachu stanu, przygotowywanego przez Czartoryskich.
W czasie bezkrólewia popierał kolejno kandydatury Wettynów. 7 maja 1764 roku podpisał manifest, uznający odbywający się w obecności wojsk rosyjskich sejm konwokacyjny za nielegalny. Formalnie uznał Stanisława Augusta Poniatowskiego, ale był przeciwnikiem przeprowadzanych przez niego reform. W 1767 przystąpił do konfederacji radomskiej i wraz z prymasem Gabrielem Podoskim snuł plany detronizacji Poniatowskiego z pomocą interwencji posła rosyjskiego Nikołaja Repnina.
Rozczarowany, rozpoczął potajemnie przygotowania do powstania przeciwko Rosji. W październiku 1768 przybył do Paryża i został przyjęty na prywatnej audiencji przez króla Francji Ludwika XV, który obiecał konfederatom barskim poparcie dyplomatyczne i 40 000 dukatów. W połowie lutego 1769 w Bardiowie na Węgrzech nakłaniał Józefa Bierzyńskiego do zabójstwa króla, tę samą ofertę złożył Jerzemu Marcinowi Lubomirskiemu. Po chwilowych nieporozumieniach z podskarbim wielkim koronnym Teodorem Wesslem 31 października 1769 stanął na czele Generalności – rządu powstańczego, który miał siedzibę w Białej. Prowadził też politykę zagraniczną barżan, wysyłając swoich posłów na dwory zagraniczne.
W lutym 1770 przebywał w Dreźnie, gdzie przekonał dwór elektorski do planów konfederackich. 9 kwietnia 1770 spotkał się z cesarzem Józefem II w Preszowie, co skłoniło go do przyjęcia ofiarowanej pomocy Austrii. W sierpniu przyjął Charlesa François Dumourieza, któremu powierzył dowództwo nad częścią wojsk konfederackich. Po ogłoszeniu bezkrólewia (22 października 1770), przestrzegał przed rozbiorem Rzeczypospolitej, uważając ten akt za wielki błąd polityczny. Jednak już 3 marca 1771 zapraszał elektora saskiego Fryderyka Augusta III na opróżniony de iure tron polski. Był prawdopodobnie inicjatorem porwania Stanisława Augusta, przeprowadzonego przez Kazimierza Pułaskiego 3 listopada tego roku. 15 kwietnia 1772 wszedł w skład komitetu pertraktującego warunki kapitulacji konfederatów. 2 października został porwany przez kozaków i odstawiony do Warszawy.
Pogodził się z królem, odsunął się jednak od czynniejszego życia politycznego. W 1780 w swoich dobrach w Żwańcu spotkał się z Józefem II, roku następnego ze Stanisławem Augustem. W latach 1780, 1782, 1784, 1786 był przewodniczącym sądu sejmowego. W 1787 stojąc na czele powołanej przez króla Komisji przeprowadził przebudowę twierdzy w Kamieńcu Podolskim oraz przeforsował przekazanie na potrzeby polskiego wojska klasztoru i kościoła Franciszkanów, kościoła Dominikanek, kościoła Dominikanów oraz kościoła św. Katarzyny w Kamieńcu.
Był członkiem konfederacji Sejmu Czteroletniego. Na początku Sejmu Czteroletniego, stanął 7 września 1789 na czele Deputacji do Formy Rządu, która zajęła się przygotowaniem nowej konstytucji. Pod datą 9 stycznia 1790 ogłosił drukiem List o konieczności sukcesji tronu. 30 lipca 1790 wniósł pod obrady plenarne sejmu swój „Projekt do formy rządu”.
Brał udział w przeprowadzeniu przewrotu parlamentarnego, który doprowadził do podpisania Konstytucji 3 maja 1791. 2 maja 1791 roku podpisał asekurację, w której zobowiązał się do popierania projektu Ustawy Rządowej. W czasie protestu Jana Suchorzewskiego miał powiedzieć Ogolić łeb wariatowi i odesłać do czubków. Ostro przeciwstawił się konfederacji targowickiej w 1792, co doprowadziło do skasowania jego diecezji. W 1794 zbierał fundusze dla poparcia insurekcji kościuszkowskiej. Po nieudanych próbach reform złamany, w pesymistycznym nastroju osiadł w dobrach biskupich, a później przeniósł się do zaboru pruskiego.
Był człowiekiem o szerokich horyzontach. Uważał, że sprawą nadrzędną jest niepodległość Rzeczypospolitej, a religią można i należy się posługiwać dla celów politycznych. Był zwolennikiem tolerancji. Ze zgorszeniem przyjął milczenie Stolicy Apostolskiej po porwaniu przez Rosjan biskupów polskich w 1767 roku.
Pochowany w kościele Znalezienia Krzyża Świętego i św. Jana Chrzciciela w Krasnem.

## Twórczość

### Ważniejsze utwory
- (Memoriał w 2 częściach) powst. w okresie konfederacji barskiej, z rękopisu wyd. W. Konopczyński, Przegląd Narodowy 1913 kwiecień-maj[8][9]:
  - 1. Refleksje o prawach różnych i rządach dobrych każdego państwa
  - 2. Projekt do poprawy praw i rządu
- Głos... na sesji sejmowej in turno dnia 18 sierpnia roku 1789 miany, brak miejsca wydania (1789); w okresie tego sejmu wydano ponadto osobno następujące mowy z: 28 sierpnia, 11 i 17 grudnia 1789; 7 i 25 maja, 30 lipca, 17 września 1790
- List w materii sukcesji tronu do przyjaciela, pisany dnia 9 stycznia roku 1790, brak miejsca i roku wydania (2 wydania); na broszurę tę replikował S. Rzewuski: Odpis na List przyjaciela..., brak miejsca wydania (1790), w dyskusję wdał się także anonim broszurą pt. Myśli obywatelskie względem wolnej elekcji królów w Polsce..., brak miejsca i roku wydania
- Odezwa obywatela oraz senatora i biskupa do narodu przed sejmikami, z determinacji stanów 16 Novembris 1790 roku nastąpić mającymi, brak miejsca wydania (po 6 listopada 1790; 2 wydania).

Ponadto Krasiński ogłaszał pisma urzędowe i listy pasterskie (zobacz: Estreicher XX 1905, 229). Wiele pism politycznych (projektów, manifestów i mów) pozostawił w dość licznych rękopisach.
Estreicher przypisał Krasińskiemu błędnie broszurę I. Potockiego: Zasady do poprawy rządu r. 1789, brak miejsca wydania (1789). Podpisał je wprawdzie Krasiński, jako przewodniczący Deputacji do Ułożenia Formy Rządu, faktycznym autorem był jednak Potocki.

### Listy i materiały
- Do nieznanego z nazwiska adresata z roku 1759, rękopis: Biblioteka Jagiellońska, sygn. 6147 IV, t. 6, księga 9
- Do S. Konarskiego, w załącznikach do cz. 2 dzieła: O skutecznym rad sposobie cz. 1-4, Warszawa 1760–1763
- Korespondencja z czasów konfederacji barskiej, najważniejsze zbiory w rękopisach: Biblioteka Czartoryskich, sygn. 828, 832-833, 836-837, 845, 941-948, 1170; Biblioteka PAN Kraków, sygn. 320, 1145, 1849; Biblioteka Kórnicka (Archiwum Zarembów); Biblioteka Jagiellońska, sygn. 5435; Archiwum Główne Akt Dawnych, Archiwum Ordynacji Nieświeskiej (tu głównie korespondencja z K. Radziwiłłem); Ossolineum, sygn. 564/II, 1409/II; Archiwum Miejskie Łodzi (Teki T. Wessle); Arch. du Ministère des Affaires Étrangères w Paryżu (Pologne, Correspondance); Hauptstaatsarchiv w Dreźnie; Archiwum Ministerstwa Spraw Zagranicznych w Moskwie (Dieła polskija).

Wiele listów i pism konfederackich Krasińskiego ogłoszono w publikacjach: K. Sienkiewicz: Skarbiec historii polskiej t. 1, Paryż 1839 – Sz. Morawski: Materiały do konfederacji barskiej, Lwów 1851 – H. Schmitt: Źródła odnoszące się do pierwszego okresu panowania Stanisława Augusta do r. 1773, Lwów 1884 (tu kilkadziesiąt listów) – K. Pułaski: Korespondencja z Franciszką Krasińską, królewiczową kurlandzką, z 1769-1772 (30 listów); w dodatku do: Z życia księżnej kurońskiej, Warszawa 1890 – A. Wybranowski, „Przewodnik Naukowy i Literacki” 1891 – K. Pułaski: Szkice i poszukiwania historyczne seria 3, Kraków 1906; seria 4, Lwów 1909 – W. Konopczyński: Wybór tekstów do dziejów konfederacji barskiej, Kraków (1928) Biblioteka Narodowa seria I, nr 102 (tu obok korespondencji ujęto memoriały i manifesty Krasińskiego) – W. Konopczyński: Materiały do wojny konfederackiej, 1768-1774, Kraków 1931 – A. M. Skałkowski: Wybiciana, „Zapiski Towarzystwa Naukowego w Toruniu” t. 7 (1926/1928) nr 9 – A. M. Skałkowski: Archiwum Wybickiego t. 1, Gdańsk 1948.
- Do Stanisława Augusta, do listu dołączona: Relacja rozmowy z różnymi obywatelami województwa podolskiego, wołyńskiego i lubelskiego, powst. 1792, ogł. W. Smoleński: Ostatni rok Sejmu Wielkiego, Kraków 1896, s. 451–454
- Kopia listu... do pewnego kanonika z Usiatyna, z 23 października 1792, ogł. M. Rymszyna, A. Zahorski w: Tajna korespondencja z Warszawy do Ignacego Potockiego, 1792-1794, Warszawa 1961 „Studia i Materiały z Dziejów Polski w Okresie Oświecenia” nr 4 (s. 92–93)
- Od I. Krasickiego z 29 grudnia 1766, wyd. Z. Goliński, M. Klimowicz, R. Wołoszyński w: Korespondencja Ignacego Krasickiego, t. 1, Wrocław 1958
- Od Stanisława Augusta i M. Poniatowskiego, rękopis: Biblioteka Czartoryskich, sygn. 1704.